# Gabrielle Union
Gabrielle Monique Union-Wade est une actrice et productrice américaine née le 29 octobre 1972 à Omaha, dans le Nebraska (États-Unis).
Elle commence sa carrière dans les années 1990, à la télévision, en apparaissant dans de nombreuses séries (Sept à la maison, Sister, Sister, Friends) ce qui lui permet d'entamer une carrière au cinéma, avec les longs métrages Dix Bonnes Raisons de te larguer (1998) et Elle est trop bien (1999).
Dans les années 2000, elle perce grâce à la comédie American Girls (2001) qui lui vaut le Young Hollywood Awards du meilleur espoir féminin. Il s'ensuit de nombreux longs métrages comme En sursis (2003), Bad Boys 2 (2003), RAP Connection (2003), Deliver Us From Eva (2003), Daddy's Little Girls (2007) et Cadillac records (2008).
Parallèlement, elle continue d'être active sur le petit écran et elle apparaît notamment dans les séries télévisées Night Stalker : Le Guetteur, Ugly Betty et Flashforward.
Dans les années 2010, après le succès des films Think Like a Man (2010) et Think Like a Man Too (2014), elle interprète, de 2014 à 2018, le rôle principal de la série télévisée dramatique Being Mary Jane, qui lui permet de remporter le NAACP Image Awards de la meilleure actrice, tout en continuant à jouer dans des films comme The Birth of a Nation (2016), Sleepless (2017) et The Public (2018).
Puis, elle est membre du jury de l’émission America's Got Talent (2019) et elle est à l’affiche de Los Angeles: Bad Girls (2019-), la série dérivée des films Bad Boys.

## Biographie

### Enfance
Actrice née à Omaha, Nebraska, en 1972. Elle est la fille de Theresa (née Glass), ancienne danseuse, travailleuse sociale, et gérante d'une compagnie téléphonique, et Sylvester C. Union, gérant AT&T et un sergent militaire,,. Elle a été élevée dans la religion catholique.
À l'âge de huit ans, sa famille a déménagé à Pleasanton, en Californie, où elle a grandi et été éduquée à Foothill High School (en). Elle intègre le lycée et se distingue par ses qualités dans plusieurs sports (athlétisme, football et basketball).
Par la suite, elle s'inscrit à un programme de droit à l'université d'UCLA, obtient un diplôme en sociologie avant d'entamer une carrière de mannequin. Elle intègre une agence de mannequinat et de comédie (The Judith Fontaine Modeling & Talent Agency).

### Débuts et percée
De 1993 à 1996, elle obtient des rôles mineurs dans plusieurs séries télévisées devenues cultes comme La Vie de famille, Sauvés par le gong, Sister, Sister et entre autres, Moesha, la série qui marquait les débuts à l'écran de Brandy Norwood. C'était à l'époque, la série la plus regardée des foyers afro-américains.
En 1997, elle obtient un rôle récurrent dans la série familiale Sept à la maison, son personnage y fait des apparitions dans les trois premières saisons.
En 1999, elle joue dans un épisode de la série médicale Urgences et cette même année marque ses débuts sur grands écrans. En effet, elle est à l'affiche du teen movie (film pour adolescents) Elle est trop bien aux côtés de Freddie Prinze Jr., un genre qu'elle retrouve pour le film Dix Bonnes Raisons de te larguer et Love and Basketball. Le premier laisse les critiques de marbre mais rencontre son public,. Le second est un succès critique et public, tandis que le troisième est acclamé par les critiques mais rempli peu les salles.
Pour l'année 2000, elle continue d’apparaître sur le petit écran dans les séries City of angels, Les Médiums et l'ultra populaire Friends. En 2001, après une participation à la comédie romantique L'amour n'est qu'un jeu avec Vivica A. Fox, elle figure au casting du film American Girls. Pour cette comédie sportive, elle partage l'affiche avec les actrices Kirsten Dunst et Eliza Dushku et grâce à sa prestation, elle reçoit le prix du meilleur second rôle féminin lors des Black Reel Awards. Elle poursuit sa jeune carrière avec ambition, enchaînant les rôles aux côtés de comédiens les plus en vue du moment.

### Ascension

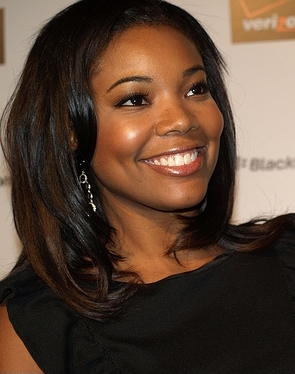
En 2009, lors d'une soirée organisée par la marque BlackBerry.

En 2002, elle partage l'affiche du thriller Abandon avec Katie Holmes, côtoie les acteurs George Clooney et William H. Macy pour la comédie policière Bienvenue à Collinwood.
L'année 2003 est placée sous le signe de l'action et du succès avec ses rôles dans les films : En sursis pour lequel elle se retrouve nommée pour le BET Awards de la meilleure actrice ; Bad Boys 2 qui lui permet de glaner une nouvelle proposition pour un BET Awards mais également pour un NAACP Image Awards de la meilleure actrice dans un second rôle, le film est un succès commercial et rapporte plus de 270 millions de dollars au box office mondial ; et plus discrètement RAP Connection.
Elle s'essaie, avec brio, à la comédie dramatique pour Deliver Us From Eva et se retrouve une nouvelle fois nommée lors de cérémonies de remises de prix afro-américaines (BET Awards ; Black Reel Awards ; NAACP Image Awards). Elle remporte le BET Comedy Award de la meilleure actrice dans un second rôle. Cette succession de nominations et de récompenses lui permet d'asseoir sa notoriété grandissante sur le territoire américain.
En 2004, elle est invitée sur le clip Paradise du rappeur LL Cool J.
Entre 2005 et 2007, elle alterne les comédies et les films dramatiques. Elle figure au casting de la comédie loufoque Say Uncle, elle séduit dans le drame familial Constellation aux côtés de Zoe Saldana, elle donne la réplique à Annette Bening dans Courir avec des ciseaux et partage l'affiche de la comédie dramatique Daddy's Little Girls avec Idris Elba.
En 2006, elle apparaît dans le clip I love my Bitch du rappeur américain Busta Rhymes.
En 2008, elle est aux côtés d'Eddie Murphy dans la comédie Appelez-moi Dave et de Beyoncé dans le drame musical Cadillac Records. Le premier est éreinté par la critique  lorsque le second convainc davantage la presse mais déçoit auprès du public. La même année, elle tient le rôle principal du clip Miss Independent du chanteur R&B Ne-Yo.
Parallèlement, elle continue de travailler pour la télévision. Parmi ses interventions les plus notables, en 2003, dans un épisode de la série À la Maison-Blanche.
En 2005, elle occupe le premier rôle féminin de la série Night Stalker : Le Guetteur mais la série est arrêtée prématurément faute d'audiences.
La même année, elle figure dans la distribution du prestigieux téléfilm La Création de Dieu, avec, dans le rôle-titre, le regretté acteur britannique Alan Rickman. Ce téléfilm narre la première intervention chirurgicale sur le cœur de l'histoire, il est acclamé par les critiques.
En 2007, elle incarne la sœur atteinte de pyromanie de Wilhelmina Slater dans la série Ugly Betty. Elle joue les invitées de marque pour la série Life et apparaît dans un arc de cinq épisodes dans Flashforward. Grâce à cette participation, elle est de nouveau nommée pour le NAACP Image Awards de la meilleure actrice dans un second rôle.

### Production et confirmation

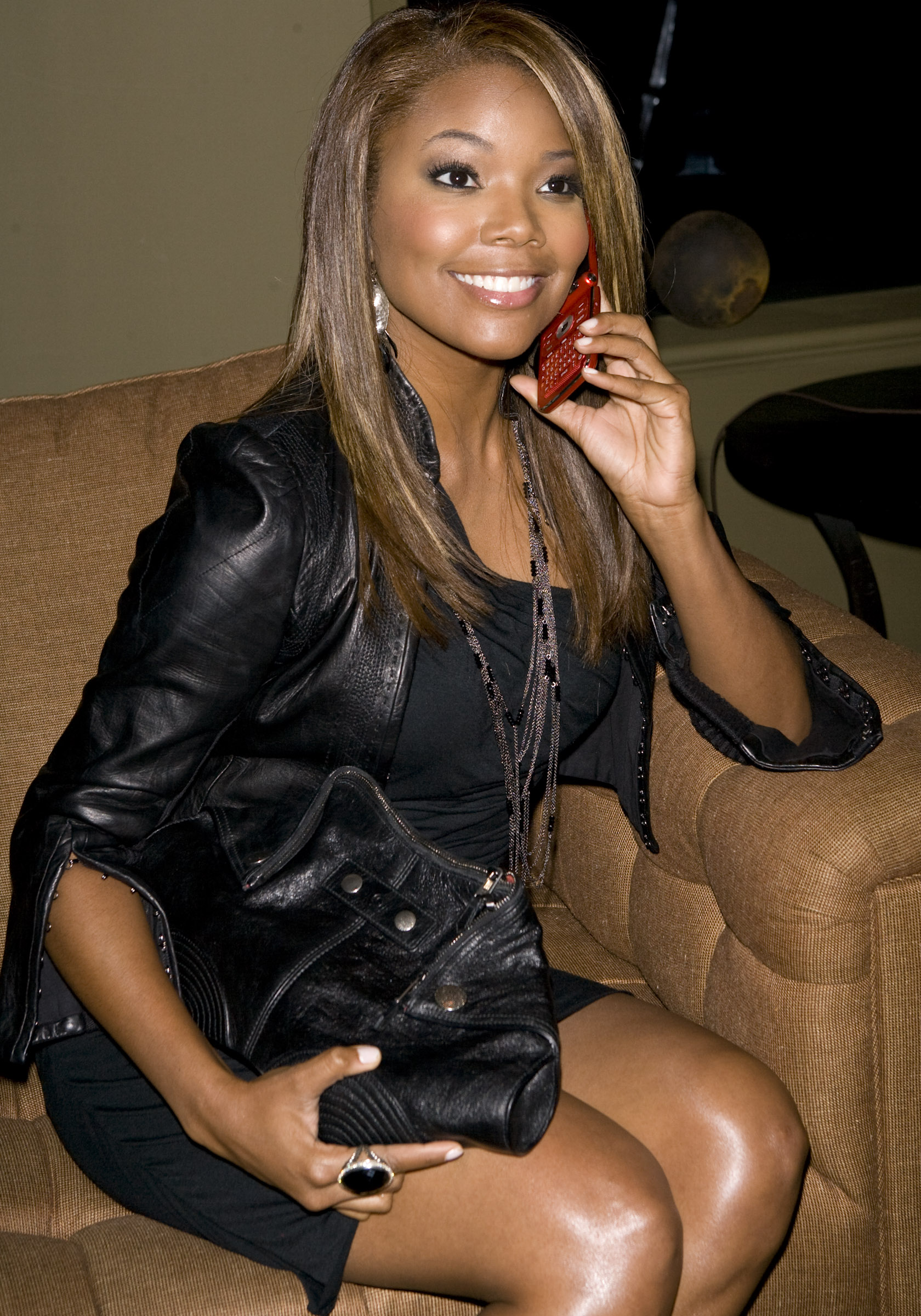
Gabrielle Union, en mai 2010, lors d'un événement organisé par la marque Lg mobile.

En 2012, elle figure au casting de la comédie romantique Think Like a Man, adaptée du livre Act Like a Lady, Think Like a Man, écrit par le célèbre humoriste-animateur radio Steve Harvey, et inspiré par sa rubrique Strawberry Letters de son émission radio The Steve Harvey Morning Show. Le film est un véritable succès aux États-Unis avec 33 636 303 dollars lors du premier weekend  pour un budget d'environ 13 millions de dollars. Le film dépasse les 60 millions de dollars après dix jours d'exploitation américaine. Elle reprendra son rôle pour la suite, en 2014, Think Like a Man Too, toujours entourée du casting initial, avec notamment Kevin Hart, Taraji P. Henson et Regina Hall.
Après avoir auditionné, pour le rôle-titre, de la série Scandal attribuée à l'actrice Kerry Washington, elle finit par obtenir, en 2014, le rôle principal de la série télévisée Being Mary Jane. La série séduit majoritairement les critiques et permet, à nouveau, à son actrice, d'être nommée dans plusieurs cérémonies prestigieuses. La série est renouvelée pour une quatrième saison en 2017.
En 2016, elle est à l'affiche du film dramatique The Birth of a Nation, acclamé par la critique.
En 2017, elle seconde Jamie Foxx pour le thriller d'action Sleepless. Il s'agit du remake du film français Nuit blanche, réalisé par Frédéric Jardin sorti en 2011. Cette année, lors des BET Awards, une cérémonie de récompenses, créés en 2001, par la chaîne Black Entertainment Television pour récompenser les Afro-Américains et autres minorités dans divers domaines de divertissement, Gabrielle Union est triplement nommée dans la catégorie Meilleure actrice pour son interprétation dans la série Being Mary Jane, sa participation au drame historique The Birth of a Nation et la comédie Almost Christmas.

Gabrielle Union s'associe ensuite avec le producteur de Being Mary Jane, Will Packer, pour produire le thriller dramatique Breaking In. Réalisé par James McTeigue, à qui l'on doit V pour Vendetta, le film dont elle est la vedette, suit le périple d'une mère de famille mettant tout en œuvre pour protéger sa famille après une effraction à domicile, rapporte le site Variety. Le tournage débute en juillet, le film sort courant 2018 et lui vaut le CinemaCon de la productrice de l'année.  

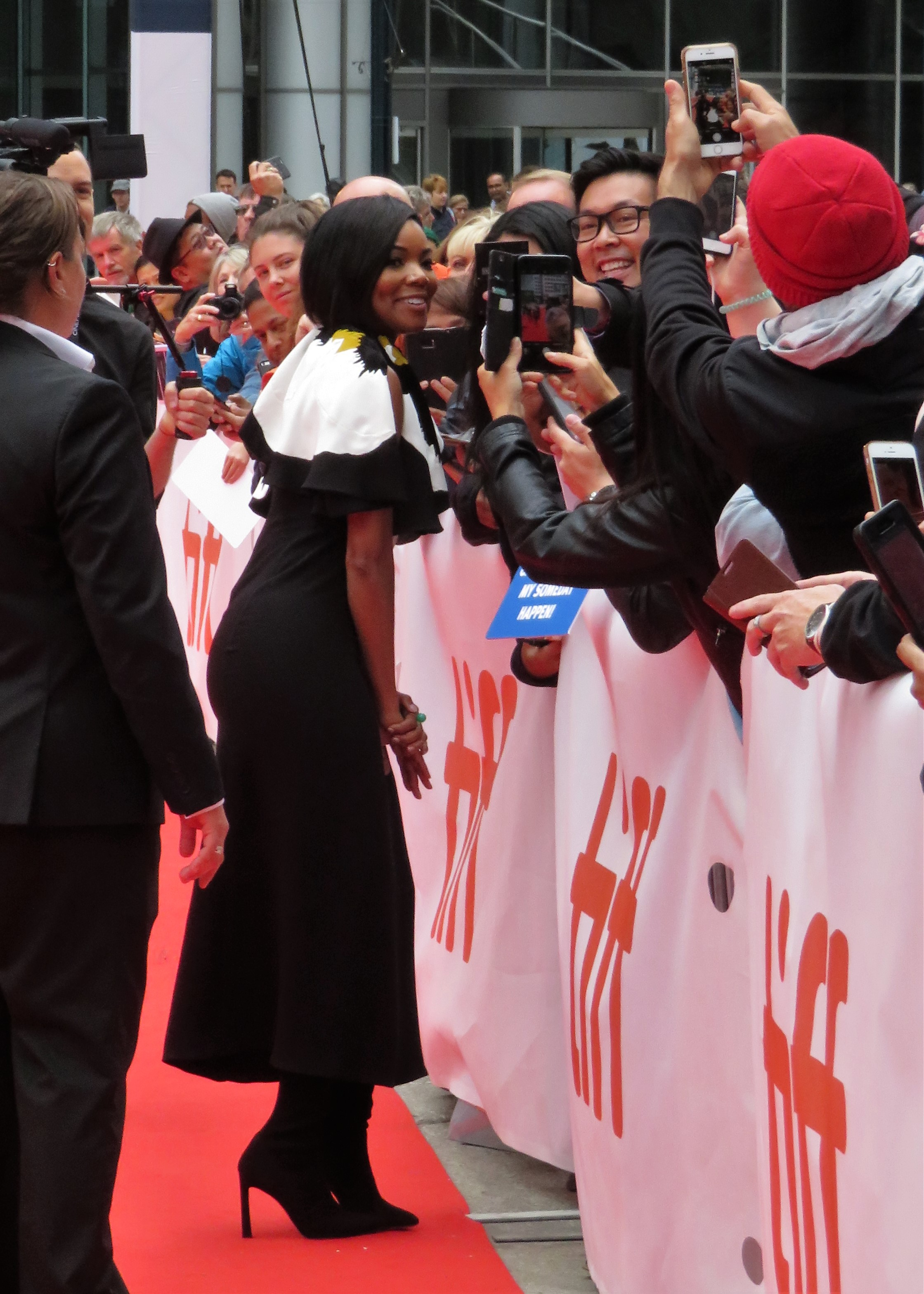
Au Festival international du film de Toronto 2018 pour l'avant-première de The Public.

En 2018, elle est aussi est à l'affiche du drame The Public d'Emilio Estevez aux côtés de Taylor Schilling, révélée par Orange Is the New Black. Cette année-là, son show Being Mary Jane se termine après 4 saisons et un final événement de deux heures, l'actrice enchaîne alors sur un projet d'adaptation télévisuelle du film Bad Boys. Une série dérivée dans laquelle elle joue à nouveau Syd, la sœur du personnage joué par Martin Lawrence dans les films,. Elle est accompagnée par Jessica Alba pour tenir la vedette. L.A.’s Finest est diffusée sur une nouvelle plateforme de streaming, Spectrum, en 2019. Et alors que la série fait l'ouverture du Festival de télévision de Monte-Carlo, il est annoncé que le programme est renouvelée pour une seconde saison. Dans la foulée, Gabrielle Union obtient une citation au Teen Choice Awards de la meilleure actrice dans une série télévisée d'action, un prix qu'elle remporte en août 2019.
Cette même année, elle est l’un des nouveaux visages du jury de l’émission de télévision populaire America's Got Talent aux côtés de Simon Cowell, Howie Mandel et Julianne Hough. Cependant, en dépit de l'approbation des téléspectateurs américains sur son rôle de jurée, elle est écartée du programme par NBC, dès l'année suivante. Cette éviction créée une certaine polémique sur internet et l'actrice reçoit le soutien de célébrités comme Ellen Pompeo, Ariana Grande, Eva Longoria, Patricia Arquette ou encore Lin-Manuel Miranda,.

## Vie privée
Pendant ses études, elle a été en couple avec Jason Kidd, joueur de NBA. Elle rencontre le joueur de la NFL, Chris Howard lors d'une fête en 1999, ils se marient en 2001 et se séparent en octobre 2005.

L'actrice a révélé, lors de son passage dans l'émission The View, avoir été attaquée sous la menace d'une arme à feu et violée, quand elle avait 19 ans. Elle admet que l'amour et le soutien de son entourage l'ont aidée au départ, mais que cette attention a fini par l’écœurer. Elle détestait être une victime : 

« J'en avais assez de voir les gens prendre des pincettes avec moi. C'est facile d'être une victime. Ça vous rend fainéant. J'ai détesté me cacher derrière le statut de victime. On ne m'a pas élevée comme une enfant gâtée. On m'a appris à devenir une femme indépendante, à me tenir fièrement, et c'est le chemin que j'ai décidé de prendre. »

Elle vit aujourd'hui en couple avec Dwyane Wade, joueur de basket-ball du Miami Heat en NBA, avec qui elle est mariée depuis le 30 août 2014. Ils se sont rencontrés en 2009. Jusqu'en 2013, le couple est en dent de scie et se sépare à plusieurs reprises, notamment à cause de leurs carrières respectives. Gabrielle est la belle mère des trois fils du joueur : Xavier, Zion et Zaire. Xavier est né en novembre 2013, issu d'une liaison durant l'une de leurs séparations, Zion et Zaine, sont nés d'un précédent mariage.
Le 7 novembre 2018, le couple accueille une petite fille, née par mère porteuse. Il s'agit du quatrième enfant pour le basketteur et du premier pour l'actrice, âgée de 46 ans.
Depuis 2004, elle est l’une des portes paroles de la marque Neutrogena. Elle est ambassadrice et conseillère créative de la société de vernis à ongles SensatioNail.
En 2010, elle a lancé Love & Blessings, une ligne de vêtements grande taille destinée aux femmes. En mars 2014, elle commercialise son premier vin qu'elle nomme Vanilla Puddin. En 2017, elle sort un livre intitulé We're Going to Need More Wine, dans lequel elle aborde notamment ses problèmes de fertilité et ses nombreuses fausses couches.

### Activisme et philanthropie
Gabrielle Union soutient les victimes d'agression. Elle sait se faire entendre, affichant fermement ses positions, comme sur l'Affaire Trayvon Martin.
Elle a également pris la défense de Jada, une adolescente agressée sexuellement au Texas, au cours d'une fête, qui avait été filmée et humiliée sur Internet, notamment sur les réseaux sociaux.
Elle est devenue porte-parole au sein d'un planning familial pour la prévention contre le cancer du sein et a lancé la campagne publicitaire "The Women Are Watching" avec d'autres actrices en 2012. En octobre 2014, Gabrielle conçoit des vêtements pour attirer l'attention sur ce mouvement.
Gabrielle s'oppose à la prise de position sur l'avortement du politicien Todd Akin et exprime son soutien aux victimes de viols.
Depuis 2008, c'est une fervente supportrice de Barack Obama. Elle est nommée par le président pour travailler au comité consultatif national sur les violences faites aux femmes. L'actrice a participé aussi à de nombreuses campagnes pour sa première élection et sa réélection.
Le bureau du maire d'Atlanta, Kasim Reed, a annoncé en novembre 2014, lancer une campagne Take a Stand et la réalisation d'un court métrage mettant en vedette l'actrice.
Après l'élection présidentielle de Donald Trump, l'actrice tweete que c'est un "fanatique raciste et sexiste".

## Filmographie
Note : Cette section récapitule les principaux films et séries dans lesquelles Gabrielle Union apparaît. Pour une liste plus complète, se référer au site IMDb.

### Cinéma

#### Années 1990
- 1999 : Elle est trop bien de Robert Iscove : Katie
- 1999 : Dix Bonnes Raisons de te larguer (Ten Things I Hate About You) de Gil Junger : Chastity

#### Années 2000
- 2000 : Love and Basketball de Gina Prince-Bythewood : Shawnee
- 2001 : L'amour n'est qu'un jeu de Mark Brown : Conny Spalding
- 2001 : The Brothers de Gary Hardwick : Denise Johnson
- 2001 : American Girls de Peyton Reed : Isis
- 2002 : Abandon de Stephen Gaghan : Amanda Luttrell
- 2002 : Bienvenue à Collinwood de Anthony Russo : Michelle
- 2003 : En sursis de Andrzej Bartkowiak : Daria
- 2003 : Bad Boys 2 de Michael Bay : Sydney "Syd" Burnett
- 2003 : RAP Connection de Craig Ross Jr. : Masked Woman
- 2003 : Deliver Us From Eva de Gary Hardwick : Evangeline 'Eva' Dandrige
- 2004 : Rupture mode d'emploi de Daniel Taplitz : Nicky Callas
- 2005 : Neo Ned de Van Fischer : Rachael
- 2005 : Pour le meilleur ou pour le pire de John Schultz : Alice Kramden
- 2005 : Say Uncle de Peter Paige : Elise Carter
- 2005 : Constellation de Jordan Walker-Pearlman : Carmel Boxer
- 2006 : Courir avec des ciseaux (Running with Scissors) de Ryan Murphy : Dorothy
- 2007 : Daddy's Little Girls de Tyler Perry : Julia
- 2007 : The Perfect Holiday de Lance rivera : Nancy
- 2007 : The Box de A.J. Kparr : Det. Cris Romano
- 2008 : Appelez-moi Dave de Brian Robbins : Numéro 3
- 2008 : Cadillac records de Darnell Martin : Geneva Wade

#### Années 2010
- 2012 : Think Like a Man de Tim Story : Kristen
- 2012 : Good Deeds de Tyler Perry : Natalie
- 2012 : In Our Nature de Brian Savelson : Vicky
- 2013 : Miss Dial de David H. Steinberg : Long Story Caller
- 2014 : Think Like a Man Too de Tim Story : Kristen
- 2014 : Top Five de Chris Rock : Erica Long
- 2016 : The Birth of a Nation de Nate Parker : Esther
- 2016 : Almost Christmas de David E. Talbert : Rachel (également productrice exécutive)
- 2017 : Sleepless de Baran bo Odar : Dena Smith
- 2017 : Girls Trip de Malcolm D. Lee : elle-même
- 2018 : Un héros ordinaire (The Public) d'Emilio Estevez : Rebecca Parks
- 2018 : Breaking In de James McTeigue : Shaun Russell (également productrice)

#### Années 2020
- 2022 : The Inspection d'Elegance Bratton : Inez French
- 2023 : Tout à fait son style de Numa Perrier : Jenna Jones
- 2024 : Riff Raff de Dito Montiel
- 2024 : Space Cadet (en) de Liz W.Garcia : Pam Proctor

### Télévision

#### Téléfilms
- 1998 : 1973 de Gail Mancuso : Renee
- 2001 : Close to Home de Brian Robbins : Gabby
- 2004 : Something the Lord Made de Joseph Sargent : Clara Thomas
- 2007 : Football Wives (en) de Bryan Singer : Chardonnay Lane
- 2015 : Mariés dans l'année (With This Ring) de Nzingha Stewart : Kitty (également productrice exécutive)
- 2015 : La Garde du Roi lion de Howy Parkins : Nala (voix)

#### Séries télévisées
- 1993 : La Vie de famille : figurante (saison 5, épisode 12)
- 1995 : Sauvés par le gong : Hilary (saison 3, épisode 25) / Jennifer (saison 4, épisode 5)
- 1996 : Moesha : Ashli (saison 1, épisode 2)
- 1996 : Sister, Sister : Vanessa (saison 4, épisode 22)
- 1996 : Couleur Pacifique : Shannon Everette (saison 1, épisode 7)
- 1996 : Goode Behavior : Tracy Monaghan (saison 1, épisodes 8,11 et 12)
- 1996 - 1999 : Sept à la maison : Keesha Hamilton (saison 1, épisodes 5, 13 et 15, saison 2, épisode 16 et saison 3, épisode 13)
- 1996 - 1997 : Le Livre de la jungle, souvenirs d'enfance : Sydney (voix - saison 1, épisode 10 et saison 2, épisode 2)
- 1997 : Le Petit Malin : Lydia (saison 1, épisode 4)
- 1997 : Le monde de Dave : Carly (saison 4, épisode 21)
- 1997 : Hitz : Soul (saison 1, épisode 3)
- 1997 : Sister, Sister : Shawna (saison 5, épisodes 4, 5 , 6 et 7)
- 1997 : City Guys : Katisha Grant (saison 1, épisode 5)
- 1997 : Star Trek : Deep Space Nine : N'Garen (saison 6, épisode 3)
- 1998 : The Steve Harvey Show : Naomi Parson (saison 2, épisode 20)
- 1999 : Clueless : Lydia (saison 3, épisode 20)
- 1999 : Grown Ups : Felicia (saison 1, épisode 1)
- 1999 : Démons et merveilles (en) : Gabrielle (saison 3, épisode 2)
- 2000 : Urgences : Tamara Davis (saison 6, épisode 10)
- 2000 : Les Médiums : Lindsay (saison 1, épisode 7)
- 2000 : Zoé, Duncan, Jack et Jane : Lana (saison 2, épisode 11)
- 2000 : City of Angels : Dr Courtney Ellis (saison 2, 11 épisodes)
- 2001 : Friends : Kristen Lang (saison 7, épisode 17)
- 2003 : Cool Attitude : Sunny Stevens / Iesha (voix) (saison 2, épisode 6)
- 2004 : À la Maison-Blanche : Meeshel Anders (saison 5, épisode 11)
- 2005 : Les Griffin : Shauna Parks (voix) (saison 4, épisode 11)
- 2005 - 2006 : Night Stalker : Le Guetteur : Perri Reed (vF: Delphine Moriau) (saison 1, 10 épisodes)
- 2008 : Ugly Betty : Renée Slater (saison 2, épisodes 13, 14 et 15)
- 2009 : Life : Jane Seever (saison 1, 4 épisodes)
- 2009 : Body Politic : Jessica Sharp (pilote non retenu par CBS)
- 2009 - 2010 : Flashforward : Zoey Andata (saison 1, 9 épisodes)
- 2010 : American Wives : Gina Holt (saison 4, épisode 17)
- 2011 : Little in Common : Brooke Burleson (pilote non retenu)
- 2011 : NTSF:SD:SUV : Sandy Canyons (saison 1, épisode 6)
- 2013 : Ridin' Dirty with Officer Turner (mini série) : Officer Turner
- 2014 - 2019 : Being Mary Jane : Mary Jane (rôle principal, également productrice exécutive - 52 épisodes)
- 2016 - 2019 : La Garde du Roi lion : Nala (voix, 14 épisodes)
- 2019 : Gay of Thrones : Elle-même (saison 6, épisode 3)
- 2019 - 2020 : Los Angeles: Bad Girls : Sydney Burnett (rôle principal, également productrice exécutive)

### Clips
- 2003 : Paradise de LL Cool J
- 2006 : I Love My Bitch de Busta Rhymes
- 2008 : Miss independent de Ne-Yo

## Distinctions
Sauf indication contraire ou complémentaire, les informations mentionnées dans cette section proviennent de la base de données IMDb.

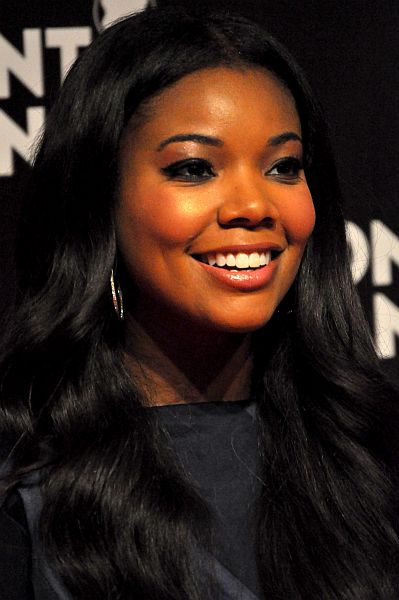
Gabrielle Union, en septembre 2010, au Jazz at Lincoln Center à New York.

### Récompenses
- Black Reel Awards 2001 : Meilleure actrice dans un second rôle pour American Girls
- Young Hollywood Awards 2001 : Meilleur espoir féminin
- American Black Film Festival 2003 : Rising Star Awards
- BET Comedy Awards 2004 : Meilleure actrice dans un second rôle pour Deliver Us From Eva
- Palm Beach International Film Festival Award 2006 : Meilleure actrice pour Neo Ned
- NAACP Image Awards 2014 : Meilleure actrice dans une série télévisée dramatique pour Being Mary Jane
- CinemaCon 2018 : Productrice de l'année
- Teen Choice Awards 2019 : meilleure actrice dans une série télévisée d'action pour L.A.'s Finest

### Nominations
- Black Reel Awards 2002 : Meilleure actrice dans un second rôle pour The Brothers
- BET Awards 2003 :
  - Meilleure actrice pour En sursis
  - Meilleure actrice pour Deliver Us from Eva
- Academy of Science Fiction, Fantasy and Horror Films 2004 :
  - Meilleure actrice pour En sursis
  - Meilleure actrice pour Bad Boys 2
- BET Awards 2004 : Meilleure actrice pour Bad Boys 2
- BET Comedy Awards 2004 : Meilleure actrice pour Breakin' All the Rules
- Black Reel Awards 2004 : Meilleure actrice pour Deliver Us from Eva
- Gold Derby Awards 2004 : Meilleure actrice dans un second rôle pour Something the Lord Made
- NAACP Image Awards 2004 :
  - Meilleure actrice pour Deliver Us from Eva
  - Meilleure actrice dans un second rôle pour Bad Boys 2
- BET Awards 2005 :
  - Meilleure actrice pour Breakin' All the Rules
  - Meilleure actrice pour Something the Lord Made
- BET Comedy Awards 2005 : Meilleure actrice pour The Honeymooners
- Black Reel Awards 2005 :
  - Meilleure actrice pour Breakin' All the Rules
  - Meilleure actrice dans un second rôle pour Something the Lord Made
- NAACP Image Awards 2005 :
  - Meilleure actrice dans une série télévisée ou un téléfilm dramatique pour Something the Lord Made
  - Meilleure actrice pour Breakin' All the Rules
- NAACP Image Awards 2010 : Meilleure actrice dans un second rôle dans une série télévisée dramatique pour Flashforward
- BET Awards 2013 :
  - Meilleure actrice pour In Our Nature
  - Meilleure actrice pour Think like a man
- BET Awards 2014 : Meilleure actrice pour Being Mary Jane
- Black Reel Awards 2014 : Meilleure actrice dans une série télévisée pour Being Mary Jane
- BET Awards 2015 :
  - Meilleure actrice pour Top Five
  - Meilleure actrice pour With This Ring
  - Meilleure actrice pour Being Mary Jane
  - Meilleure actrice pour Think like a man too
- NAACP Image Awards 2015 : Meilleure actrice dans une série télévisée dramatique pour Being Mary Jane
- BET Awards 2016 : Meilleure actrice pour Being Mary Jane
- NAACP Image Awards 2016 : Meilleure actrice dans une série télévisée dramatique pour Being Mary Jane
- NAMIC Vision Awards 2017 : Meilleure interprétation dramatique pour Being Mary Jane
- BET Awards 2017 :
  - Meilleure actrice pour Being Mary Jane
  - Meilleure actrice pour Almost Christmas
  - Meilleure actrice pour The Birth of a Nation

## Voix francophones
En France
| - Géraldine Asselin dans : - La Création de Dieu (téléfilm) - Appelez-moi Dave - A Black Lady Sketch Show (émission) - Treize à la douzaine - StoryBots : L'Heure des réponses (en) (voix) - Annie Milon dans : - Bad Boys 2 - American Wives (série télévisée) - Los Angeles : Bad Girls (série télévisée) - Truth Be Told : Le Poison de la vérité (série télévisée) - Corinne Wellong dans : - Avalonia, l'étrange voyage (voix) - Tout à fait son style (en) - Space Cadet (en) - Sylvie Jacob dans : - Dix bonnes raisons de te larguer - Sleepless | - Jocelyne « Mbembo » Nzunga dans (les séries télévisées) : - Ugly Betty - Flashforward Et aussi - Élisabeth Fargeot dans Sept à la maison (série télévisée) - Barbara Kelsch dans Elle est trop bien - Stéphanie Murat dans American Girls - Delphine Moriau dans Night Stalker : Le Guetteur (série télévisée) - Véronique Desmadryl dans Life (série télévisée) - Daria Levannier dans Being Mary Jane (série télévisée) - Dorothée Pousséo dans Top Five - Mélanie Dermont dans Mariées dans l'année (en) (téléfilm) - Marie Tirmont dans Almost Christmas - Sybille Tureau dans La Garde du Roi lion (voix) |

Au Québec
| - Anne Dorval dans : - Amour et Basketball - Le tout pour le tout - Débarrasse-nous d'Éva - Camille Cyr-Desmarais dans : - Mauvais Garçons II - Effraction - Isabelle Leyrolles dans : - Pour le meilleur et pour le pire - Voici Dave | Et aussi - Lisette Dufour dans Elle a tout pour elle - Christine Bellier dans Dix choses que je déteste de toi - Geneviève Désilets dans Abandon - Florence Bain Mbaye dans Avalonia : Un monde étrange (voix) |